# Gridley (Schiff, 2007)
Die Gridley , auch USS Gridley  (Kennung: DDG-101), ist ein Lenkwaffenzerstörer der Arleigh-Burke-Klasse (Flight III) der United States Navy. Das Schiff ist nach Captain Charles Vernon Gridley benannt, der im Spanisch-Amerikanischen Krieg Admiral George Deweys Flaggschiff Olympia kommandierte und während der Schlacht in der Bucht von Manila das berühmte Kommando „You may fire when you are ready, Gridley“ empfing.

## Geschichte
DDG-101 wurde 1998 in Auftrag gegeben. Im Juli 2004 wurde das Schiff bei Bath Iron Works auf Kiel gelegt und lief dort am 28. Dezember 2005 vom Stapel. Darauf folgte die Endausrüstung des Schiffes an der Pier sowie die Werfterprobungsfahrten. Die offizielle Indienststellung und damit Übernahme in die Flotte der US Navy erfolgte am 10. Februar 2007 im Hafen von Miami. Die Gridley wurde daraufhin in San Diego stationiert und fährt in der Pazifikflotte.
Im Mai 2008 verlegte der Zerstörer an der Seite der ebenfalls in San Diego beheimateten Ronald Reagan in den Persischen Golf, 2009 in den westlichen Pazifik. Im Dezember 2010 begann die nächste Einsatzfahrt der Gridley, diesmal an der Seite des Flugzeugträgers Carl Vinson in asiatische Gewässer.